# Peter Heinrich von Stralendorf

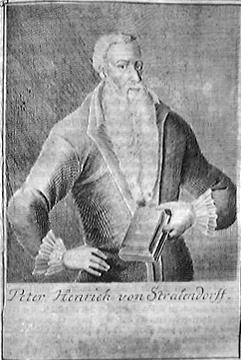
Peter Heinrich von Stralendorf

Peter Heinrich von Stralendorf, Freiherr von Goldebee (* 1580 in Heiligenstadt; † 18. Oktober 1637 in Wien) war Reichsvizekanzler des Heiligen Römischen Reiches.

## Leben
Er stammte aus der alten mecklenburgischen Adelsfamilie von Stralendorff und war Sohn des Reichsvizekanzlers Leopold von Stralendorf und der Margareta, geb. von Dernbach. Schon im Alter von 10 Jahren erhielt er am 10. Dezember 1590 ein Kanonikat am Lübecker Dom, das er 1609 aufgab.
Stralendorf schlug unter Förderung seines Vaters eine ähnliche Laufbahn ein. Bereits 1605 wurde er zum Reichshofrat ernannt. Er galt als einer der besten Kenner des Reichsrechtes.
Im Jahre 1624 ernannte ihn Ferdinand II. zum Reichsvizekanzler und zum Geheimrat. Diese Position behielt er bis zu seinem Tod. Daneben war er zeitweise Reichshofratsvizepräsident. Verschiedene Male war er als Bevollmächtigter in den Territorien des Römischen Reiches unterwegs. Diese Aufgaben nahm er trotz einer schweren Gichterkrankung wahr.
Er galt als besonders fromm und hat nie geheiratet. Seine Treue zur katholischen Sache und zum Kaiser machte er dadurch deutlich, dass er für die Führung des Dreißigjährigen Krieges 36.000 Dukaten beitrug. Er war Vertreter der bayrischen Partei am kaiserlichen Hofe und Gegner Wallensteins. Nach der Schlacht am Weißen Berg und der Niederschlagung des böhmischen Ständeaufstands gehörte er kraft Amtes zu jener Kommission, welche die 1627 in Kraft gesetzte, absolutistische neue Verfassung, die Verneuerte böhmische Landesordnung, ausgearbeitet hat.
Der Kaiser erhob ihn in den Grafenstand. Ohne Nachkommen erlosch der Titel jedoch nach dem Tod von Stralendorf.